# Condado de Mecklenburg (Virginia)
El condado de Mecklenburg (en inglés: Mecklenburg County), fundado en 1765, es uno de 95 condados del estado estadounidense de Virginia. En el año 2000, el condado tenía una población de 32,380 habitantes y una densidad poblacional de 20 personas por km². La sede del condado es Boydton.

## Geografía
Según la Oficina del Censo, el condado tiene un área total de 1759 km² (679,2 mi²), de la cual 1642 km² (634 mi²) es tierra y 142 km² (54,8 mi²) (8.15%) es agua.

### Condados adyacentes
- Condado de Lunenburg (norte)
- Condado de Brunswick (este)
- Condado de Warren (Carolina del Norte) (sureste)
- Condado de Vance (Carolina del Norte) (sur)
- Condado de Granville (Carolina del Norte) (suroeste)
- Condado de Halifax (oeste)
- Condado de Charlotte (noroeste)

## Demografía
Según la Oficina del Censo en 2000, los ingresos medios por hogar en el condado eran de $31,380, y los ingresos medios por familia eran $37,752. Los hombres tenían unos ingresos medios de $26,852 frente a los $19,609 para las mujeres. La renta per cápita para el condado era de $17,171. Alrededor del 15.50% de la población estaban por debajo del umbral de pobreza.

## Localidades
- Boydton
- Brodnax
- Chase City
- Clarksville
- La Crosse
- South Hill

### Comunidades no incorporadas
- Baskerville
- Bracey
- Buffalo Junction
- Nelson
- Shiny Rock
- Skipwith